# Schubertina
Schubertina es un género de foraminífero bentónico considerado un sinónimo posterior de Quydatella de la subfamilia Pseudostaffellinae, de la familia Ozawainellidae, de la superfamilia Fusulinoidea, del suborden Fusulinina y del orden Fusulinida. Su especie tipo era Schubertina circuli. Su rango cronoestratigráfico abarcaba desde el Moscoviense hasta el Gzheliense (Carbonífero superior).

## Discusión
Clasificaciones más recientes incluirían Schubertina en la superfamilia Ozawainelloidea, y en la subclase Fusulinana de la clase Fusulinata. Otras clasificaciones recientes incluirían Schubertina en la familia Pseudostaffellidae.

## Clasificación
Schubertina incluía a las siguientes especies:
- Schubertina circuli †
  - Schubertina circuli compacta †
  - Schubertina circuli minuta †
- Schubertina extensa †
  - Schubertina extensa minuta †